# Экономика фирмы
Экономика фирмы (англ. economics of the firm) — научная дисциплина, изучающая деятельность фирмы как корпорацию. В рамках данной дисциплины изучаются внутренние ресурсы фирмы, альтернативные стратегии фирмы и механизмы их реализации, взаимодействие партнёров в сети рыночных связей, перспективные направления инвестирования, вывод на рынок новых товаров и услуг, управление запасами и товарами, ценовая политика, интегрированная система управления фирмой на базе передовых информационных технологий. 

## Определение
Курс «Экономика фирмы» изучает хозяйственную деятельность фирмы как единый бизнес-процесс. 
Согласно американским экономистам Артуру Томпсону и Джону Формби, курс «Экономика фирмы» рассматривает фирму изнутри, с позиций продукции, издержек, прибыльности и конкурентной стратегии, и снаружи, с точки зрения влияний потребительского спроса, конкуренции, структуры рынка и поставок ресурсов. «Экономика фирмы» — это курс микроэкономического анализа с точки зрения теории и анализа, в центре которого находится экономика фирмы и конкурентная среда и в котором для связи теории с практикой используются реальные примеры.